# Capital 95.8FM
Capital 95.8FM (城市频道 en chinois) est une station de radio MediaCorp à Singapour.